# Nyctyornis athertoni
El abejaruco barbiazul (Nyctyornis athertoni) es una especie de ave coraciforme de la familia Meropidae que vive en el sur de Asia. Es una especie que habita principalmente en los claros de los bosques de los montes. Se extiende desde Indochina y Hainan hasta la India. Debe su nombre a las largas plumas celestes de su garganta.

## Descripción

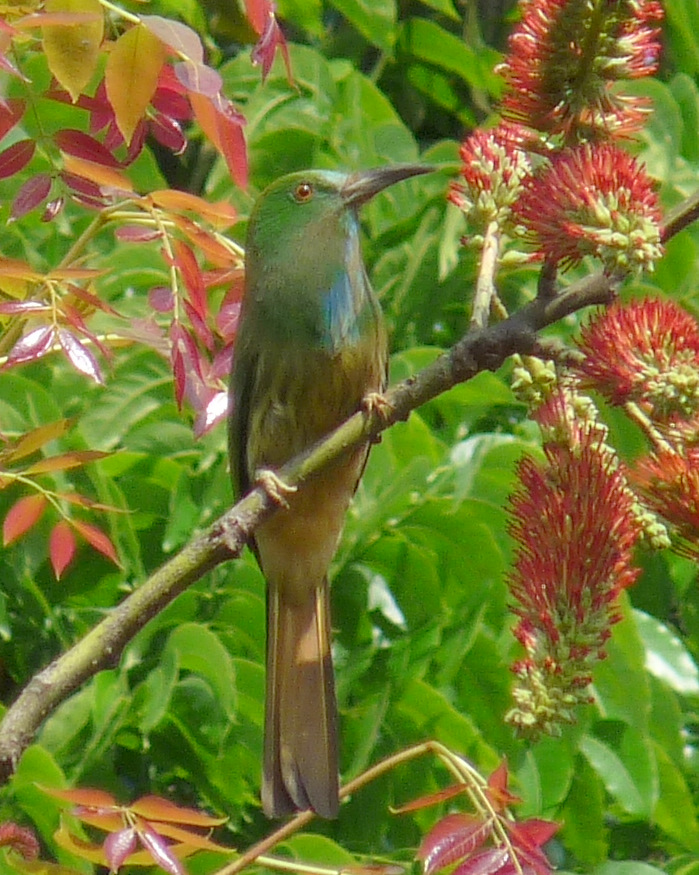
Subespecie nominal en Coimbatore (sur de la India)

Es una especie de abejaruco grande con el pico curvado hacia abajo. Tiene el final de la cola cuadrado y sin las plumas largas y estrechas típicas de otros abejarucos más pequeños. El color general de su plumaje es verde manzana con tonos turquesa en la frente, rostro y barbilla. Tiene largas plumas azul celeste que le dan aspecto de tener barba cuando las ahueca. El color de su vientre varía desde el amarillento al verde oliva y está ligeramente listado en verde o azul. Las poblaciones del sur de la India son de tonos verdes más claros que los del norte. Aunque los machos y las hembras son similares, las plumas azules de su garganta muestran más reflejos ultravioletas que las de las hembras.
El nombre científico de la especie se debe al teniente John Atherton, un sobrino de. P. J. Selby que recolectó un espécimen de la especie. Selby describió la especie en su obra "Illustrations of Ornithology" publicado junto a William Jardine en 1828. Jardine y Selby lo describieron en Illustration of Ornithology (Serie 1, Volumen 2 parte 4, noviembre de 1828, lámina 58) diciendo que el ejemplar tipo había sido recogido en el distrito de Cachar Assam por E. C. Stuart Baker pero Sir N B Kinnear reubicó la localización tipo de la especie en Bangalore.  Sin embargo la especie es extremadamente rara en esa región.
La subespecie nominal se encuentra en la India y algunas partes del sudeste asiático continental, mientras que brevicaudatus es una población insular de Hainan. La subespecie bartletti del norte de la India descrita por W. N. Koelz se incluye en la nominal.

## Distribución y hábitat
El abejaruco barbiazul se extiende por las regiones continentales del sudeste asiático, además de la isla de Hainan, y las zonas montañosas del subcontinente Indio. Se registra en los montes Satpuras, Ghats occidentales y orientales, Nilgiris, Chota Nagpur y en los bosques de las estribaciones meridionales del Himalaya.
Esta especie se en una gran variedad de hábitats principalmente de altitud media pero por debajo de los 2000 m. Su hábitat típico es el bosque entre poco y bastante denso con claros y en altitudes medias. Generalmente se encuentra en solitario o en grupos de hasta tres individuos y está distribuido de forma muy fraccionada. Su presencia en una zona puede pasar desapercibida fácilmente.

## Comportamiento

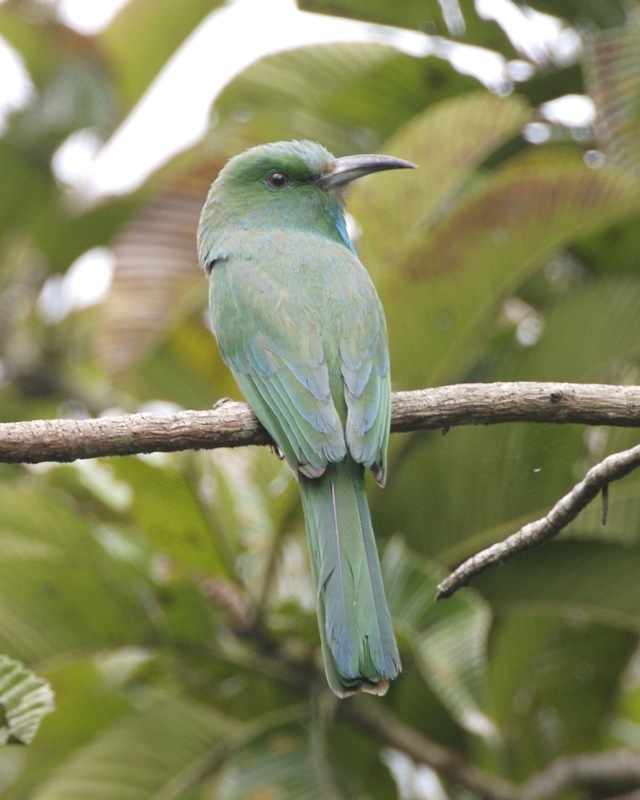
Ejemplar en Assam, este de la India

Esta ave emite llamadas altas, pero no canta frecuentemente. Además no es tan activo como los abejarucos más pequeños. Entre sus llamadas se encuentran risotadas similares a las de los calaos y series de "Kit-tik... Kit-tik" o profundos "kyao". Las parejas pueden realizar duetos de risotadas y repiqueteos que terminan en zumbidos cortos. Su vuelo es ondulado y similar al de los barbudos.

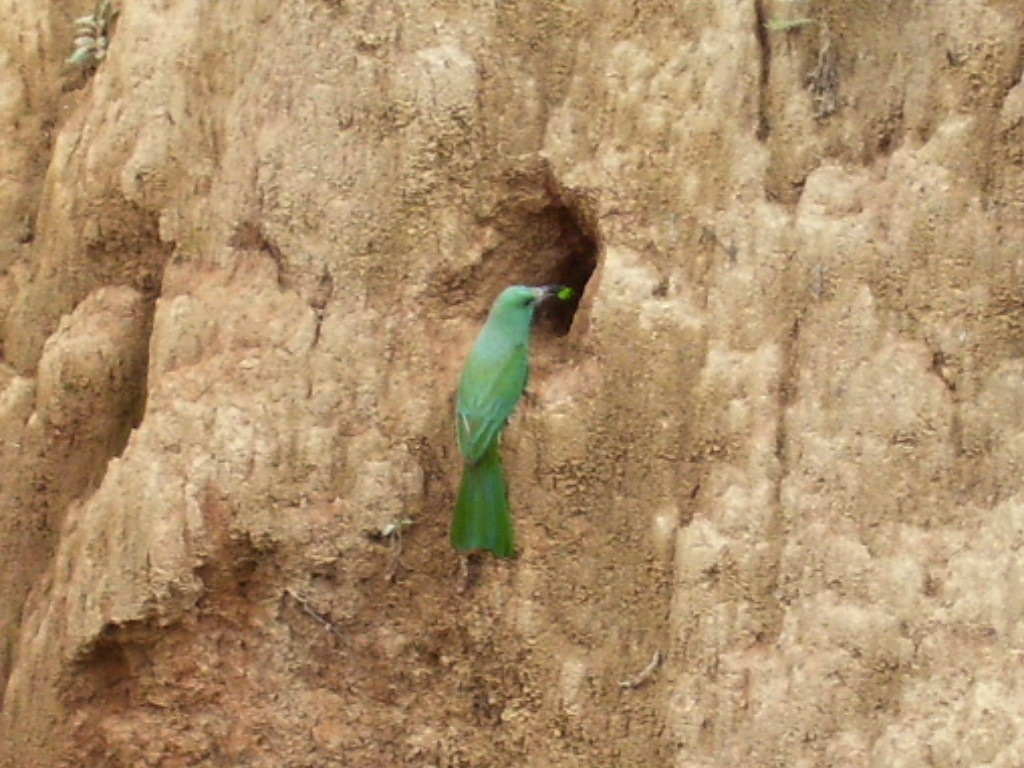
Anidan en el interior de un túnel

La época de cría es entre febrero y agosto en la India, y en el cortejo se realizan rituales de alimentación, reverencias y despliegue de la cola. La excavación del nido puede empezar un mes antes de la puesta de los huevos. El nido consiste en un túnel profundo cavado en un talud fluvial, en cuyo fondo suelen poner cuatro huevos esféricos blancos.
Esta especie se alimenta principalmente de abejas. Explota el comportamiento defensivo de las colonias de abeja gigante (Apis dorsata) provocando la salida en masa de las abejas soldado para capturarlas cuando van hacia ellos. Aunque caza principalmente atrapando insectos al vuelo, también los recolecta en las cortezas de los árboles. A veces pueden incorporarse a bandadas con otras especies diferentes en busca de alimento. Se ha observado a estas aves entre las flores de Erythrina y Salmalia aunque no está claro si es para alimentarse de néctar o para atrapar los insectos que atraen.

## Parásitos
Se ha registrado en esta especie parásitos sanguíneos de la especie Leucocytozoon nyctyornis. y también parásitos de las plumas del género Brueelia.